# Bernla
Bernla ist ein Ortsteil der Stadt Velburg im Landkreis Neumarkt in der Oberpfalz in Bayern.

## Geographische Lage
Der Weiler liegt im Oberpfälzer Jura der Fränkischen Alb auf 489 m über NHN in einer Talsenke zwischen Erhebungen bis zu 582 m ü. NHN.

## Verkehr
Der Weiler liegt an der im Norden vom Pfarrsitz Utzenhofen herkommenden und im Süden zum ehemaligen Gemeindesitz Prönsdorf führenden Staatsstraße 2240. Von Bernla aus führt eine Gemeindeverbindungsstraße in südöstlicher Richtung nach Albertshofen.

## Geschichte
Bernla oder Bernlach, in Urkunden auch Bainla genannt, ist 1372/73 erwähnt, als die Ehrenfelser, die die bayerische Herrschaft Helfenberg innehatten, mit dieser Herrschaft ihren Teil von „Pernlauch“ an den Pfalzgrafen Rupprecht verpfändeten. Neben der nunmehrigen kurpfälzischen Herrschaft Helfenberg hatte auch das Benediktinerkloster Kastl hier Besitz. 1622 unterstanden der Herrschaft Helfenberg in Bernla 4 Höfe, davon einer öd liegend, und 3 Güter. Gegen Ende des Alten Reiches, um 1800, bestand Bernla aus 6 Anwesen der seit 1793 nunmehr kurfürstlich-bayerischen Herrschaft Helfenberg und aus einem gemeindlichen Hirtenhaus; der größte Hof war ein Viertelhof des Untertans Luther
Im neuen Königreich Bayern (1806) wurden zunächst Steuerdistrikte aus jeweils mehreren Orten gebildet. Bernla war dem Steuerdistrikt Prönsdorf im Landgericht Parsberg (dem späteren Landkreis Parsberg) zugeteilt. Mit dem zweiten Gemeindeedikt von 1818 wurde dieser Steuerdistrikt die Ruralgemeinde Prönsdorf. Hierbei blieb es bis zur Gebietsreform in Bayern, als die Gemeinde am 1. Januar 1972 in die Stadt Velburg eingemeindet wurde. Seitdem ist Bernla ein amtlich benannter Ortsteil von Velburg.

### Einwohner- und Gebäudezahl
- 1860: 56 Einwohner, 8 Häuser,[6]
- 1867: 58 Einwohner, 16 Gebäude, 1 Kirche,[7]
- 1871: 55 Einwohner, 24 Gebäude, im Jahr 1873 ein Großviehbestand von 6 Pferden und 43 Stück Rindvieh,[8]
- 1900: 45 Einwohner, 8 Wohngebäude,[9]
- 1925: 53 Einwohner, 8 Wohngebäude,[10]
- 1950: 50 Einwohner, 8 Wohngebäude,[11]
- 1987: 37 Einwohner, 8 Wohngebäude, 8 Wohnungen.[12]

Heute sind 11 Hausnummern vergeben.

### Kirchliche Verhältnisse
Der Ort gehört zur katholischen Pfarrei St. Vitus in Utzenhofen im Bistum Regensburg. Spätestens seit dem 19. Jahrhundert gingen die Kinder von Bernla dorthin zur Schule. Die Marienkapelle im Weiler stammt aus der Mitte des 19. Jahrhunderts und ist in die Bayerische Denkmalliste eingetragen.

## Kultur und Sehenswürdigkeiten

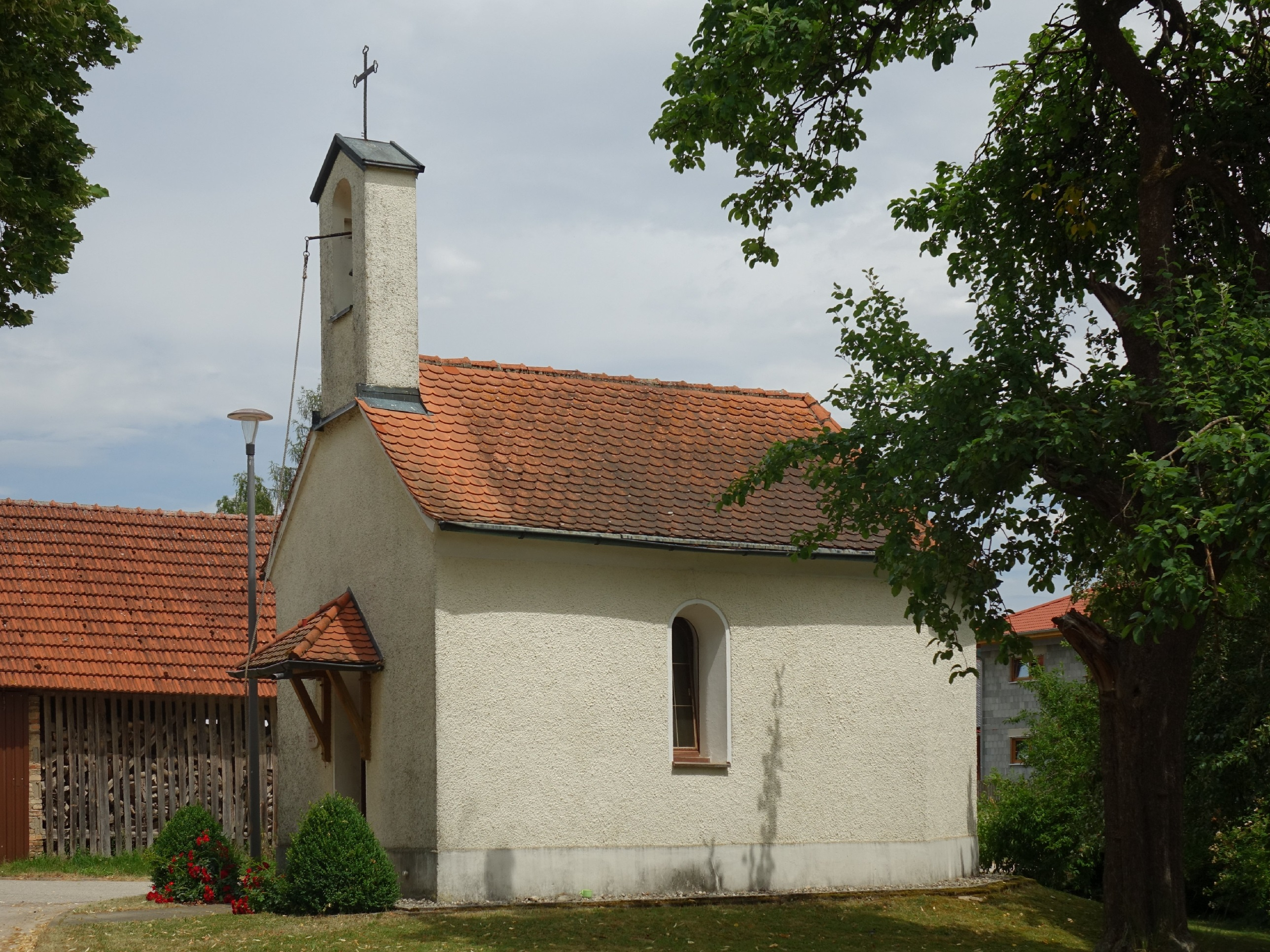
Die Kapelle St. Maria

### Bauwerke
In der Ortsmitte von Bernla gibt es mit der Kapelle St. Maria ein denkmalgeschütztes Bauwerk.